# Dries Helsloot
Dries Helsloot (ur. 4 stycznia 1937 w Amsterdamie) – holenderski kolarz torowy, brązowy medalista mistrzostw świata.

## Kariera
Największy sukces w karierze Dries Helsloot osiągnął w 1967 roku, kiedy zdobył brązowy medal w wyścigu ze startu zatrzymanego amatorów podczas mistrzostw świata w Amsterdamie. W zawodach tych wyprzedzili go jedynie jego rodak Piet de Wit oraz reprezentant ZSRR Michaił Markow. Był to jedyny medal wywalczony przez Helsloota na międzynarodowej imprezie tej rangi. Zdobył cztery medale torowych mistrzostw kraju, w tym złoty w 1966 roku w wyścigu ze startu zatrzymanego. Nigdy nie wystąpił na igrzyskach olimpijskich.